# Кунож
Куно́ж (рос. Кунож) — селище у складі Бабушкінського району Вологодської області, Росія. Входить до складу Міньковського сільського поселення.

## Населення
Населення — 264 особи (2010; 360 у 2002).
Національний склад (станом на 2002 рік):
- росіяни — 98 %